# عبد الرحيم (اسم)
عبد الرحيم اسم عربي يطلق على الذكور، وهو مستخدم في العهد الحديث كإسم وكلقب. وهو مكون من جزأين «عبد» و «الرحيم». الرحيم وهي اسم من اسماء الله الحسنى المذكورة في القرآن الكريم.  

## الأشخاص
- عبد الرحيم العراقي
- عبد الرحيم الحاج محمد
- جمال عبد الرحيم
- عبد الرحيم ملحس
- عبد الرحيم الكيب
- خالد عبد الرحيم
- رحيم حميد
- عبد الرحيم النشيري
- شعبان عبد الرحيم
- شريف عبد الرحيم
- عبد الرحيم الكومري
- عبد الرحيم جمعة
- موني عبد الرحيم